# Priscilla Bonner
Priscilla Bonner (17 de febrero de 1899 – 21 de febrero de 1996) fue una actriz cinematográfica estadounidense, activa en la época del cine mudo.

## Biografía
Nacida en Washington D. C., su padre, John S. Bonner, era miembro del ejército, por lo que debían vivir en diferentes lugares. Para entretenerse, ella a menudo se dedicaba a actuar, haciendo diferentes papeles y cambiando decorados. Estando su padre destinado en Chicago, en la plana del General Leonard Wood, ella recibió una llamada de una persona relacionada con la revista Photoplay, que insistía en que ella fuera al estudio a hacerse unas fotografías. Aunque la llamada era probablemente equivocada, Bonner aprovechó la ocasión para hacerse allí una foto. Intrigados por su atrevida iniciativa y por su fotogenia, el estudio le hizo varios retratos y los remitió a compañías cinematográficas de California. Sus padres le permitieron viajar a Los Ángeles, donde conoció al actor Charles Ray, debutando en el cine en 1920 con el film Homer Comes Home, tras haber sido contratada por MGM ese mismo año. También en 1920, ella fue coprotagonista, junto a Jack Pickford, de The Man Who Had Everything (1920). Más adelante actuó junto a Lon Chaney en Shadows (1922), con Colleen Moore en April Showers, y con el comediante Harry Langdon en The Strong Man. En 1925 demandó con éxito a Warner Bros., y ganó una considerable indemnización, cuando fue originalmente elegida, y después despedida, para ser primera actriz, junto a John Barrymore, de The Sea Beast, decisión que favoreció a la actriz Dolores Costello, pareja sentimental de Barrymore en la vida real.
Ese mismo año trabajó en la controvertida cinta independiente The Red Kimono producida y dirigida por Dorothy Davenport, viuda de Wallace Reid. En 1927, Bonner fue cedida a Paramount Pictures para actuar en el éxito It, protagonizado por Clara Bow.
En 1921 ella se casó con el escritor Allen Wynes Alexander. Pasado algo más de un año, él la abandonó. Bonner presentó una demanda de divorcio, pero el caso no progresó.
En 1928 Bonner se casó con el Dr. E. Bertrand Woolfan, y al siguiente año se retiró del cine, siendo su última película Girls Who Dare (actuando junto a Rosemary Theby y Ben F. Wilson). El matrimonio mantuvo una activa vida social en los círculo literarios y cinematográficos de Los Ángeles, entablando una particular amistad con el escritor y director Preston Sturges. 
Priscilla Bonner falleció en 1996 en Los Ángeles, California. Tenía 97 años de edad. Fue enterrada en el Cementerio Forest Lawn Memorial Park de Hollywood Hills. Su hermana menor, Marjorie Bonner, fue también actriz.

## Galería fotográfica

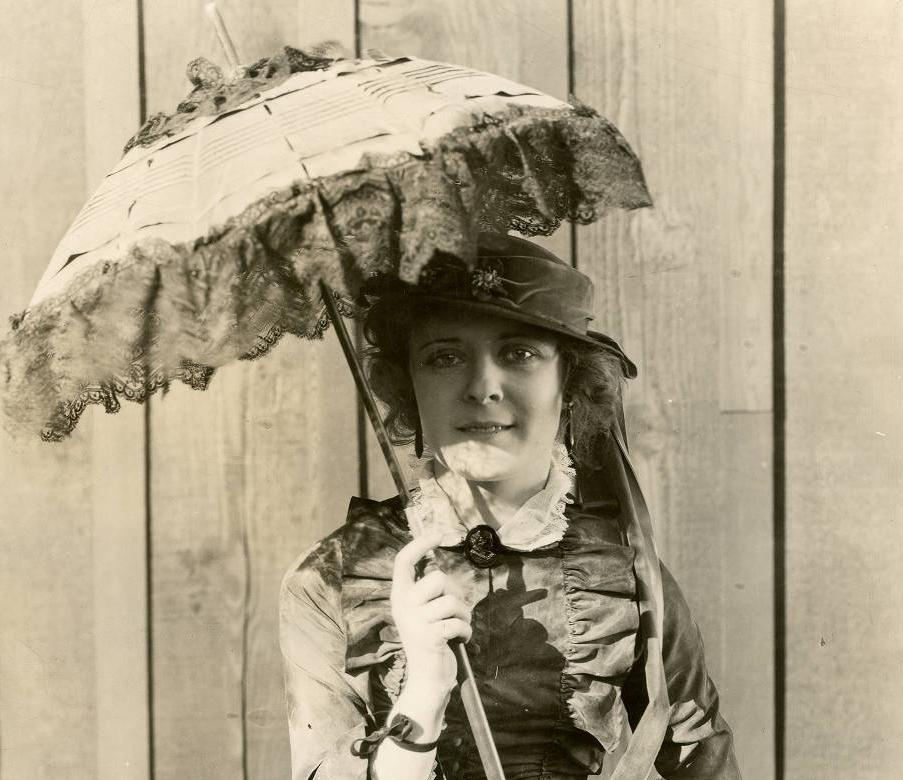
Bonner en Bob Hampton of Placer (1921)
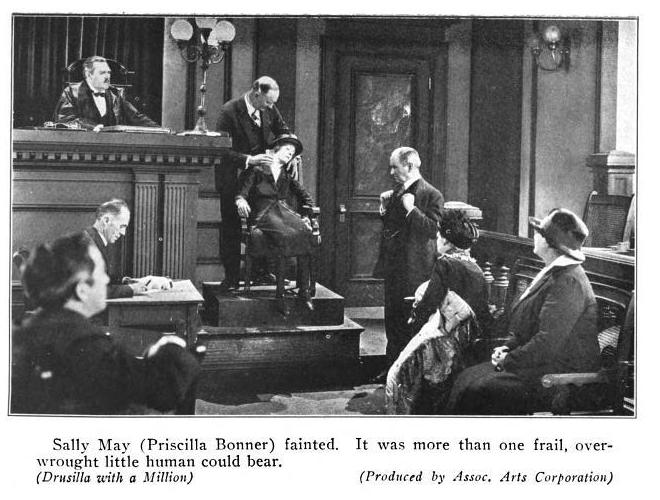
Bonner en Drusilla with a Million (1925)
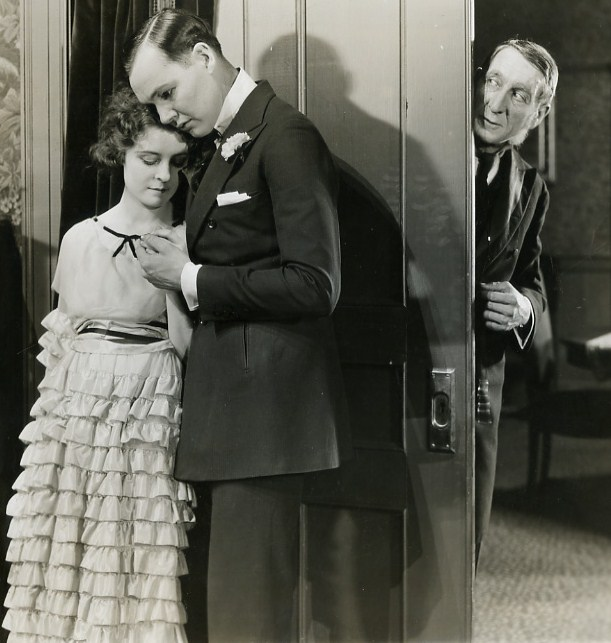
Con Charles Ray (izq.) y Otto Hoffman en Homer Comes Home (1920)

## Filmografía
| Año  | Título                                 | Papel                            | Notas                                     |
| ---- | -------------------------------------- | -------------------------------- | ----------------------------------------- |
| 1920 | Homer Comes Home                       | Rachel Prouty                    |                                           |
| 1920 | Honest Hutch                           | Ellen                            |                                           |
| 1920 | The Man Who Had Everything             | Prue Winn                        |                                           |
| 1920 | Officer 666                            | Sadie                            |                                           |
| 1921 | The Son of Wallingford                 | Mary Curtis                      |                                           |
| 1921 | Bob Hampton of Placer                  | Maestra                          |                                           |
| 1921 | Home Stuff                             | Susan Deep                       |                                           |
| 1922 | Shadows                                | Mary Brent                       |                                           |
| 1923 | Galloping Thru                         |                                  |                                           |
| 1923 | The Purple Dawn                        | Ruth Ketchell                    |                                           |
| 1923 | Where's My Wandering Boy This Evening? |                                  |                                           |
| 1923 | Pitfalls of a Big City                 |                                  | Otro título: The Pitfalls of a Great City |
| 1923 | April Showers                          | Shannon O'Rourke                 |                                           |
| 1924 | A Desperate Adventure                  |                                  |                                           |
| 1924 | Hold Your Breath                       | La hermana                       |                                           |
| 1924 | Tarnish                                | Aggie                            |                                           |
| 1924 | Chalk Marks                            | Betty Towner                     |                                           |
| 1925 | Charley's Aunt                         | Kitty                            |                                           |
| 1925 | The Mansion of Aching Hearts           | Chica de ciudad                  |                                           |
| 1925 | Proud Flesh                            | Chica de San Francisco           |                                           |
| 1925 | The White Desert                       | Mrs. Foster                      |                                           |
| 1925 | Drusilla with a Million                | Sally May Ferris                 |                                           |
| 1925 | Eyes of Hollywood                      |                                  |                                           |
| 1925 | The Red Kimono                         | Gabrielle Darley                 |                                           |
| 1926 | The Earth Woman                        | Sally                            |                                           |
| 1926 | Tres hombres malos                     | Millie Stanley                   |                                           |
| 1926 | The Strong Man                         | Mary Brown                       |                                           |
| 1926 | The False Alarm                        | Bessie Flannigan                 |                                           |
| 1927 | It                                     | Molly                            |                                           |
| 1927 | Long Pants                             | Su novia (Priscilla)             |                                           |
| 1927 | Paying the Price                       |                                  |                                           |
| 1927 | The Prince of Headwaiters              | Faith Cable                      |                                           |
| 1927 | Broadway After Midnight                | Queenie Morgan/Gloria Livingston | Otro título: Gangsters on Broadway        |
| 1928 | Outcast Souls                          | Alice Davis                      |                                           |
| 1928 | Golden Shackles                        | Lucy Weston                      |                                           |
| 1929 | Girls Who Dare                         | Sally Casey                      |                                           |